# 노랑이빨캐비
노랑이빨캐비(Galea musteloides)는 천축서과에 속하는 설치류의 일종이다. 가축화된 기니피그와 밀접한 관련이 있다. 아르헨티나와 볼리비아, 칠레 그리고 페루에서 발견된다. 핵형은 2n=68, FN=136이다. 노랑이빨천축서속 중에서 가장 흔하고 널리 발견되는 종이다. 해발 20m와 5000m 사이에서 서식한다. 노랑 이빨을 가지고 있다.